# Stadtgalerie Kiel
Die Stadtgalerie Kiel wurde 1988 gegründet. Sie präsentiert auf rund 1.000 Quadratmetern Ausstellungen zur internationalen Kunst aus dem Ostseeraum, zur überregionalen und regionalen Gegenwartskunst in thematischen Zusammenhängen.
Außerdem bietet die Heinrich-Ehmsen-Stiftung in einer ständigen Ausstellung einen Überblick über das malerische und grafische Werk des in Kiel geborenen expressionistischen Künstlers Heinrich Ehmsen (1886–1964).
Alle zwei Jahre wird der Gottfried-Brockmann-Preis verliehen, eine Auszeichnung für junge Künstler aus Kiel, die mit einer Ausstellung und einem Katalog verbunden ist.